# Chợ Mới (Bắc Kạn)
Chợ Mới is een district (Vietnamees: Huyện) in de Vietnamese provincie Bắc Kạn. Het district is ongeveer 606 km² en heeft ongeveer 36.000 inwoners volgens de telling in 2004.
De hoofdstad van het district is Chợ Mới.
Andere plaatsen in Chợ Mới:
1. Quảng Chu
2. Yên Đĩnh
3. Như Cố
4. Bình Văn
5. Yên Hân
6. Yên Cư
7. Thanh Bình
8. Nông Hạ
9. Nông Thịnh
10. Cao Kỳ
11. Tân Sơn
12. Hòa Mục
13. Thanh Vận
14. Thanh Mai
15. Mai Lạp